# Jacobaea boissieri
Jacobaea boissieri là một loài thực vật có hoa trong họ Cúc. Loài này được (DC.) Pelser mô tả khoa học đầu tiên năm 2006.